# Ржищівська волость
Ржищівська волость — адміністративно-територіальна одиниця Київського повіту Київської губернії з центром у містечку Ржищів.
Станом на 1885 рік складалася з 10 поселень, 8 сільських громад. Населення — 10863 осіб (5393 чоловічої статі та 5470 — жіночої), 849 дворових господарства.
|                     | Площа, десятин | У тому числі орної, дес. |
| ------------------- | -------------- | ------------------------ |
| Сільських громад    | 7249           | 6452                     |
| Приватної власності | 4179           | 2628                     |
| Казенної власності  | 69             | —                        |
| Іншої власності     | 290            | 214                      |
| Загалом             | 11787          | 7394                     |

Поселення волості на 1885:
- Ржищів — колишнє власницьке містечко при річці Дніпро за 80 верст від повітового міста, 2014 осіб, 324 двори, православна церква, жіночий монастир з православною церквою, католицький костел, 5 єврейських молитовних будинків, школа, лікарня, аптека, 4 постоялих двори, 28 постоялих будинків, 121 лавка, пароплавна та лісова пристані, 2 лазні, 6 кузень, 22 вітряних млини, 9 крупорушок, 12 шкіряних, костопальний, пивоварний, винокурний, бурякоцукровий, чавуноливарний і цегельний заводи. За 7 верст — цегельний і костопальний заводи.
- Гребені — колишнє власницьке село при річці Дніпро, 578 осіб, 74 двори, православна церква, школа, 5 вітряних млинів.
- Гульники (Уляники) — колишнє власницьке село при річці Ревуха, 739 осіб, 94 двори, православна церква, школа, постоялий будинок, 5 вітряних млинів.
- Липовий Ріг — колишнє власницьке село при безіменній річці, 493 осіб, 78 двори, православна церква, постоялий будинок, 3 вітряних млини, цегельний завод.
- Панікарча — колишнє власницьке село при річці Ревуха, 755 осіб, 94 двори, православна церква, школа, постоялий будинок, вітряний млин.
- Щучинка — колишнє власницьке село при річці Дніпро, 674 особи, 113 дворів, православна церква, школа, 3 постоялий будинки, 3 лавки, 9 вітряних млинів, 2 маслобійних заводи.

Старшинами волості були:
- 1909—1910 роках — Василь Петрович Кнуренко[2],[3];
- 1910—1915 роках — Арсен Васильович Калениченко[4],[5],[6].